# (13963) Euphrates
(13963) Euphrates ist ein Asteroid des äußeren Hauptgürtels, der von dem belgischen Astronomen Eric Walter Elst am 3. August 1991 am La-Silla-Observatorium der Europäischen Südsternwarte in Chile (IAU-Code 809) entdeckt wurde.
Die Umlaufbahn des Asteroiden um die Sonne befindet sich in einer 2:1-Resonanz mit der Umlaufbahn von Jupiter. Diese Resonanzzone wird Hecuba-Lücke genannt. Es befinden sich dort nur wenige Asteroiden. Es wird angenommen, dass die Umlaufbahn von (13963) Euphrates für nur circa 100 bis 500 Millionen Jahre stabil ist, er wird damit den Griqua-Asteroiden zugeordnet, benannt nach (1362) Griqua, dem ersten und bisher größten entdeckten Asteroiden mit diesen Eigenschaften.
In der AstDyS-2-Datenbank wird (13963) Euphrates einer nicht bestätigten, kleinen Asteroidenfamilie zugeordnet, bei welcher der Asteroid (11097) 1994 UD1 als parent body angegeben ist.
(13963) Euphrates wurde am 6. August 2003 nach dem Euphrat benannt, dem größten Fluss Vorderasiens. Das Albedo Feature auf dem Mars namens Euphrates hingegen wurde 1958 nach dem alttestamentlichen Euphrat benannt, ebenso eine Caldera auf dem Erdmond: Euphrates Patera, die 2012 benannt wurde.